# 浙江足馨堂火災
天台足馨堂火灾，是指2017年2月5日浙江省天台县赤城街道的足馨堂足浴中心发生的火灾事故。

## 事件经过
2017年2月5日，位于浙江省天台县赤城街道的足馨堂足浴中心发生火灾，该火灾共造成18人死亡，18人受伤。之后中共浙江省委常委、公安厅长徐加爱，副省长冯飞等赶赴现场指导救援处置工作。事后调查足馨堂以虚假方式通过消防审批许可，擅自将汗蒸房恢复功能投入使用，导致经营场所存在重大火灾隐患。